# Чарльз Спеддінг
Чарлз Спеддінг  (англ. Charles Spedding, 19 травня 1952) — британський легкоатлет, олімпійський медаліст.

## Виступи на Олімпіадах
| Олімпіада         | Дисципліна       | Місце |
| ----------------- | ---------------- | ----- |
| Лос-Анджелес 1984 | марафонський біг | 3     |
| Сеул 1988         | марафонський біг | 6     |